# Огоновський Олександр Михайлович
Олекса́ндр Огоно́вський (17 березня 1848, Букачівці, нині Рогатинський район, Івано-Франківська область — 10 лютого 1891, Львів) — український правник, освітянин, політик, громадський діяч, редактор. Доктор права, професор Львівського університету. Брат Омеляна Огоновського.

## Життєпис
Народився у родині священика. Батько о. Михайло Огоновський був настоятелем церкви Різдва Пресвятої Богородиці. Огоновські мали шляхетське походження і належали до гербу Огоньчик.
Закінчив Львівський університет.
З 1882 — професор Львівського університету. Перший професор права, який викладав в університеті українською мовою. Зробив значний внесок у розробку української юридичної термінології.
Один із ініціаторів створення Народної Ради у Львові і перший її голова (1885), редактор «Правди» (1872—1876).
Був також співзасновником кількох громадських організацій («Дружній лихвар», «Просвіта», НТШ, «Рідна школа»).
Помер у Львові 10 лютого 1891 року. Похований на Личаківському цвинтарі, поле № 72.

## Доробок
Автор праць з цивільного права.

## Родина
Брат Омеляна, Петра та Іларія Огоновських, стрийко Любомира Огоновського.